# Неуловим
„Неуловим“ (на английски: Wanted) е американски филм от 2008 г. на режисьора Тимур Бекмамбетов. Базиран е на едноименната серия комикси на Марк Милър и Джей Джи Джоунс.

## Актьорски състав
| Актьор              | Роля          |
| ------------------- | ------------- |
| Джеймс Макавой      | Уесли Гибсън  |
| Анджелина Джоли     | Фокс          |
| Морган Фрийман      | Слоун         |
| Томас Кречман       | Крос          |
| Комън               | Оръжейника    |
| Константин Хабенски | Унищожителя   |
| Марк Уорън          | The Repairman |
| Дато Бахтадзе       | Касапина      |
| Терънс Стамп        | Пекварски     |
| Дейвид О'Хара       | Mr. X         |
| Крис Прат           | Бари          |

## Награди и номинации
| Награда                              | Категория                                    | Номиниран(и)                                 | Резултат  |
| ------------------------------------ | -------------------------------------------- | -------------------------------------------- | --------- |
| Награди на филмовата академия на САЩ | Най-добър звук                               | Най-добър звук                               | номинация |
| Награди на филмовата академия на САЩ | Най-добър звуков монтаж                      | Най-добър звуков монтаж                      | номинация |
| Сатурн                               | Най-добър фентъзи филм                       | Най-добър фентъзи филм                       | номинация |
| Емпайър                              | Най-добър научнофантастичен или фентъзи филм | Най-добър научнофантастичен или фентъзи филм | награда   |

## „Неуловим“ в България
На 8 април 2012 г. Нова телевизия излъчва филма с нов български дублаж за телевизията. Екипът се състои от:
| Преводач            | Ирина Ценкова                                                                                        |
| Режисьор на дублажа | Красимир Куцупаров                                                                                   |
| Тонрежисьор         | Цветомир Цветков                                                                                     |
| Озвучаващи артисти  | Даниела Йорданова Лина Златева Станислав Димитров Георги Георгиев-Гого Александър Митрев Васил Бинев |